# Ámon Ada
Ámon Ada (Budapest, 1969. április 23. –) energia- és klímapolitikai szakember, közéleti szereplő.

## Tanulmányai
Középiskolai tanulmányait a Trefort Ágoston (Ságvári Endre Gyakorló) Gimnáziumban végezte, majd a Budapesti Közgazdaság-tudományi Egyetemen szerzett közgazdász diplomát 1993-ban.  

## Politikai tevékenysége
2008-ban alapítótagja az LMP-nek, melyből 2012-ben kilépett. A 2018-as választásokon az MSZP-PM listáján a "Párbeszéd Magyarországért" által jelölt Karácsony Gergely miniszterelnök-jelölt árnyékkormányának zöldminisztere. A 2019-es önkormányzati választásokon Karácsony Gergely budapesti főpolgármester-jelölt kampánystábjának tanácsadója.

## Szakmai pályafutása
1998-tól 2015-ig a klíma- és energiapolitikai kérdésekkel foglalkozó Energiaklub igazgatója, 2015-től 2020 májusáig elnöke.  Emellett dolgozott a londoni székhelyű International Institute for Energy Conservation (IIEC) konzulenseként, a CEE Bankwatch (Bankfigyelő Hálózat) energiakoordinátoraként, 2004 és 2008 között tagja volt az Országos Környezetvédelmi Tanácsnak és energia-tanácsadója az Európai Parlament Zöld Frakciójának. 2015 óta vezető munkatársa a londoni székhelyű E3G – Third Generation Environmentalism –, mely a világ 5. legbefolyásosabb zöld think-tankje (agytrösztje). Itt a Közép- és Kelet-Európai régió, ezen belül is elsősorban a Visegrádi Négyek klímapolitikájával, "kizöldítésével" és felzárkóztatásával foglalkozik.
Jelenleg a Budapest főpolgármester klímapolitikai főtanácsadójaként a főváros klíma- és zöldenergia fejlesztési stratégiájának kialakításáért felel.  
Az Energiaklubban 1993-ban kezdett dolgozni, és azóta töretlenül energia- és klímapolitikával foglalkozik. E minőségében számos hiánypótló kutatás, projekt indítója, szervezője. Ilyenek például: Magyarország alternatív energetikai forgatókönyve, a hazai épületekben rejlő energiahatékonysági potenciál felmérése, vagy a megújuló energia nagyobb térnyerése érdekében szükséges szakpolitikai beavatkozások. Az Energiaklub Magyarországon és a régióban egyedülálló szakmai és szellemi műhely, ami számos határokon átívelő projekt, kooperáció kezdeményezője és lebonyolítója.      
2015-ben a Forbes első magyarországi női listáján a  közélet 9. legbefolyásosabb lett. 2016-ban a WMN listáján szerepelt mint SzuperWoman .
2020 júniusában a  Women in Energy Archiválva 2020. július 1-i dátummal a Wayback Machine-ben| díj nyertese, melyet először ebben az éveben osztottak ki három, az energetika területén kiemelkedő európai nőnek, az Európai Bizottság által alapított EU Fenntarthatósági Napok keretében #EUSEW.

## Cikkei
- https://www.euractiv.com/section/electricity/opinion/mega-infrastructure-projects-win-over-clean-energy-in-visegrad-four/
- https://www.euractiv.com/section/energy/opinion/energy-efficiency-must-be-made-an-infrastructure-priority/
- https://www.euractiv.com/section/energy/opinion/visegrad4-from-a-provincial-energy-debate-to-joint-action-for-renewables/